# Maison Haartman
La maison Haartman (finnois : Haartmanin talo ou  Casa Haartman) est un musée situé dans le quartier Kantakaupunki à Naantali en Finlande.

## Présentation
L'édifice est une maison d'artiste dans le centre de Naantali, conçue par Erik Bryggman achevée en 1926 pour l'artiste peintre Axel Haartman.
La villa est située au coin des rues Luostarinkatu et Kristiinankatu.
Sa cour est clôturée et en partie par une pergola[3].
La maison, à la façade crépie  de gris et de blanc, est construite en brique.
L'avant-toit a une décoration en relief bleu et rouge.
Erik Bryggman s'est inspiré de Gunnar Asplund et de l'architecture italienne pour la conception du bâtiment.
Axel Haartman est décédé en 1969 dans sa maison à l'âge de 92 ans.
Depuis, la maison est inhabitée. Aujourd'hui, la maison est entretenue par l'association Hedvigs minne, qui porte le nom de Hedvig, l'épouse décédée quelques années avant son mari.
La maison est un musée.

## Protection
Erik Bryggman a conçu des villas à Turku, Kaarina et Naantali, qui ont été construites comme maisons privées et villas d'été dans les années 1920-1940.
La maison Haartman a été la première à être construite.
L'ensemble des villas d'Erik Bryggman sont classées sites culturels construits d'intérêt national en Finlande par la direction des musées de Finlande.
Les villas sont généralement considérées comme la transition de l'architecture moderne finlandaise du classicisme au fonctionnalisme et elles représentent bien l'architecture d'Erik Bryggman.

## Galerie

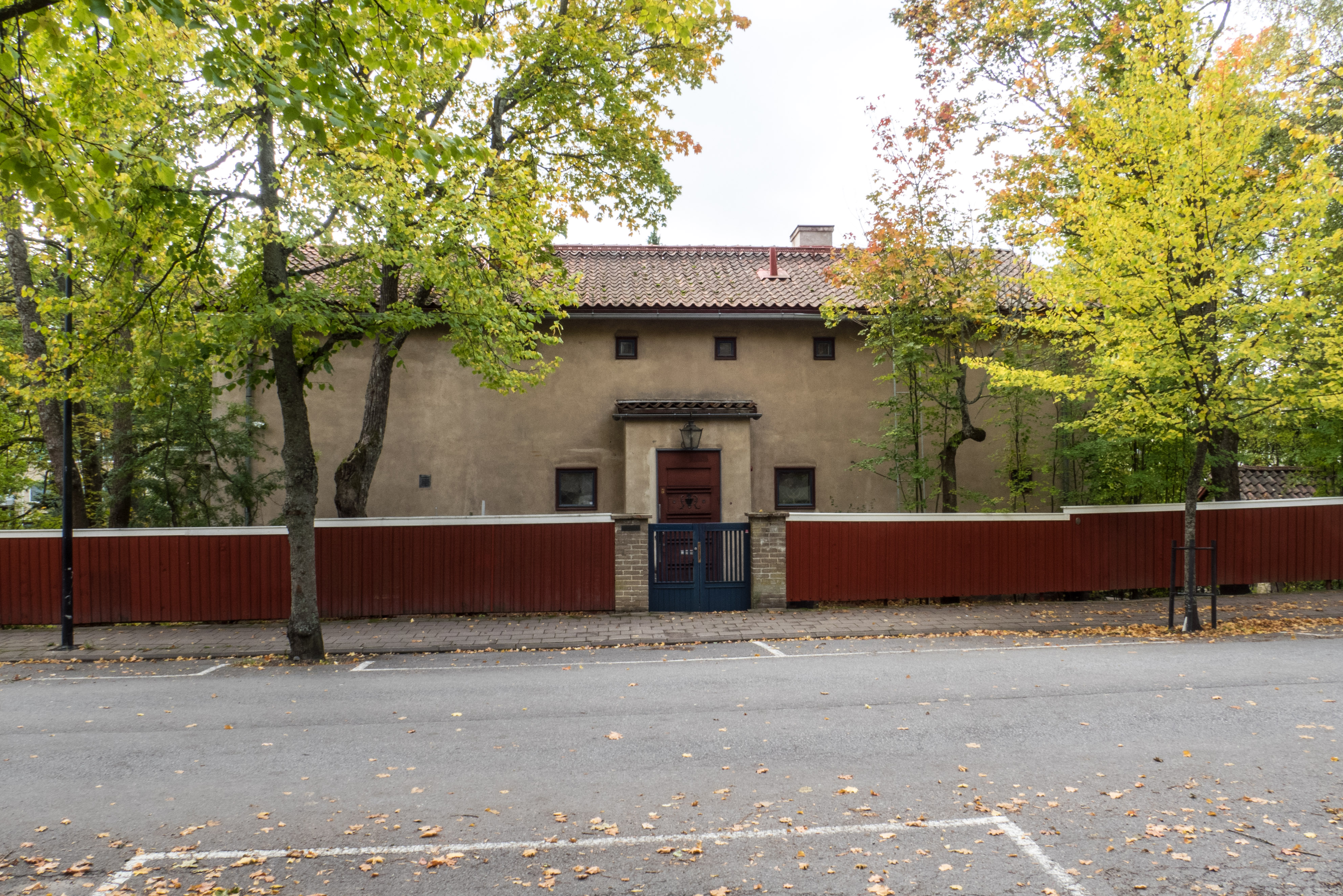
Façade sur Luostarinkatu.